# Monika Zehrtová
Monika Zehrtová (* 29. září 1952, Riesa, Sasko) je bývalá německá atletka, která reprezentovala tehdejší NDR. Její specializací byl běh na 400 metrů.
První úspěch zaznamenala v roce 1970 na prvním ročníku juniorského mistrovství Evropy v Paříži, kde získala dvě zlaté medaile (400 m, 4 × 400 m) . Na mistrovství Evropy v Helsinkách 1971 vybojovala s východoněmeckou štafetou zlaté medaile v závodě na 4 × 400 metrů. V roce 1972 se stala v Mnichově dvojnásobnou olympijskou vítězkou. Hladkou čtvrtku zaběhla ve finále v čase nového olympijského rekordu 51,08. Druhé zlato získala ve štafetě, ve které běžely dále Dagmar Käslingová, Rita Kühneová a Helga Seidlerová. V roce 1973 doběhla první na evropském poháru v Edinburghu. O rok později ukončila atletickou kariéru.